# Consigliere di Stato (Città del Vaticano)
Il Consigliere di Stato della Città del Vaticano è una figura nominata dal Sommo Pontefice per un periodo massimo di cinque anni, e presta assistenza nell'elaborazione delle Leggi Vaticane (legge fondamentale dello Stato Vaticano) e in altre materie di particolare importanza.
I consiglieri sono membri della Pontificia commissione per lo Stato della Città del Vaticano, composta da un consigliere generale e consiglieri di Stato, e generalmente svolgono collegialmente il loro mandato, salvo casi particolari in cui possono essere interpellati singolarmente.